# Asociación japonesa de estaciones independientes de televisión

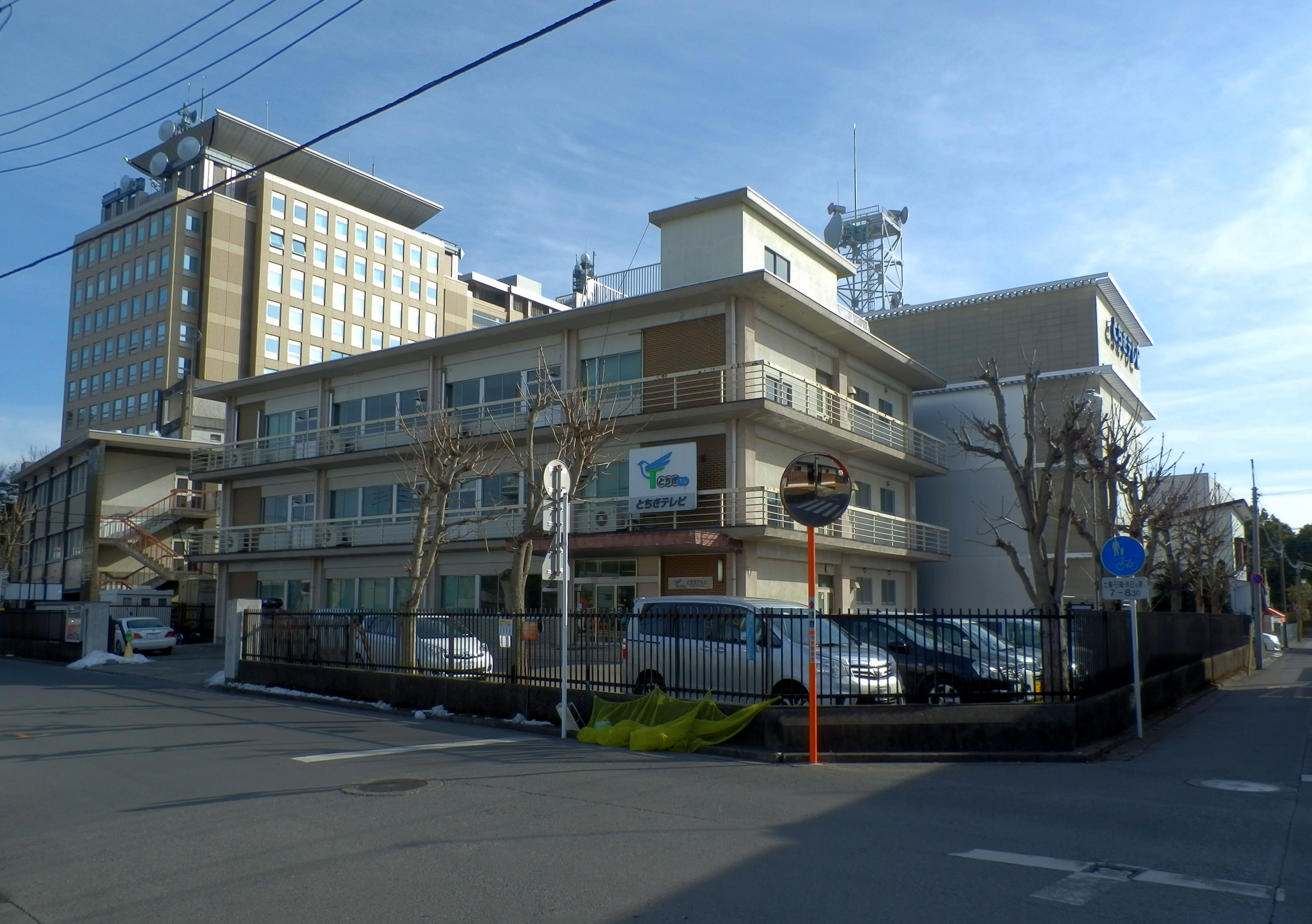
Central de Asociados Japonesa de estaciones de TC

La Asociación japonesa de estaciones independientes de televisión (全国独立放送協議会 Zenkoku Dokuritsu Hōsō Kyōgi-kai?,  Foro Nacional de Radiodifusión Independiente (JAITS)) es un grupo de estaciones de televisión comercial terrestre con honorarios gratuitos de recepción de Japón que no son miembros de las principales redes nacionales que tiene dominio en Tokio y Osaka.
Sus miembros venden, compran y coproducen programas con otros miembros. Si bien algunos de ellos, como Sun Televisión y TV Kanagawa venden más que los otros, no significa que tengan antiguo control sobre los otros en la programación. Forma una red flexible y sin exclusividad. Ellos forman subgrupos permanentes y ad hoc para la producción y ventas de oportunidad de publicidad.

## Nombre
El nombre del grupo es provisional. Los documentos japoneses de la asociación se refieren al acrónimo JAITS, pero el nombre en plenamente inglés centeno no se ha dado a conocer todavía.
Su nombre japonés tiene el término UHF porque todas las estaciones que son miembros, poseen la emisión en la banda analógica UHF, en contraste con las redes principales que emiten principalmente en la banda analógica VHF. Todas las estaciones de televisión terrestres japonesas están cambiando a UHF digital, ya que, en el año 2011, se han previsto que tengan que ser cerradas todas las transmisiones de televisión analógica (tanto de VHF y UHF).

## Estaciones UHF independientes
| Abreviación | Nombre de la estación                       | Distintivo de llamada | Zonas de difusión (prefecturas) |
| ----------- | ------------------------------------------- | --------------------- | ------------------------------- |
| tvk         | TV Kanagawa / テレビ神奈川                  | JOKM-DTV              | Kanagawa                        |
| MX          | TOKYO MX / 東京MX                           | JOMX-DTV              | Tokio                           |
| SUN         | SUN-TV / サンテレビ                         | JOUH-DTV              | Hyogo                           |
| KBS         | KBS Kyoto / KBS京都                         | JOBR-DTV              | Kioto                           |
| TVS         | Teletama (TV Saitama) / テレ玉 (テレビ埼玉) | JOUS-DTV              | Saitama                         |
| CTC         | Chiba TV / チバテレビ                       | JOCL-DTV              | Chiba                           |
| GBS         | Gifu Hoso / 岐阜放送                        | JOZF-DTV              | Gifu                            |
| GTV         | Gunma TV (GunTele) / 群馬テレビ (群テレ)    | JOML-DTV              | Gunma                           |
| MTV         | Mie TV / 三重テレビ                         | JOMH-DTV              | Mie                             |
| TVN         | Nara TV / 奈良テレビ                        | JONM-DTV              | Nara                            |
| BBC         | Biwako Hoso / びわ湖放送                    | JOBL-DTV              | Shiga                           |
| GYT         | Tochigi TV / とちぎテレビ                   | JOGY-DTV              | Tochigi                         |
| WTV         | TV Wakayama / テレビ和歌山                  | JOOM-DTV              | Wakayama                        |

## Características de las estaciones independientes

### Grado de independencia
En la estricta definición de "no afiliado a ninguna red" (América del Norte), la única estación de televisión terrestre independiente en Japón sería The Open University of Japan, que produce casi todos sus programas internos.
La JAITS y la toma pública japonesa "Independent UHF Station" (独立U(HF)局 dokuritsu Yū(-eitchi-efu) kyoku?) no son miembros de redes de gran tamaño, en el que las estaciones del Tokio casi controlan la programación de otros miembros. Esas redes también están afiliadas a grandes periódicos nacionales. Por otro lado, las estaciones de la JAITS a menudo están afiliados a periódicos prefecturales o metropolitanas y gobiernos de las prefecturas, cuyo grado de influencia puede variar.
Esta es la descripción de los personajes de las estaciones terrestres comerciales independientes de televisión en Japón. Actualmente todas estas estaciones son miembros de la JAITS.

### Mercado
Sus áreas de cobertura se encuentran en las regiones de Kantō, Chūkyō y Kinki que son las más urbanizadas de Japón. Si la población fuera demasiado pequeña, ellos no podrían tener el número de espectadores y el patrocinio para sostener la estación. Sin embargo, su cobertura se encuentra dentro de la cobertura oficial de las principales estaciones de la red, con excepción miembros de la red TX Network, TV Osaka, TV Aichi y TV Setouchi que son adyacentes a ellos. La televisión por cable multicanal puede cubrir una parte significativa de las áreas. Los contenidos populares originados desde el exterior son a menudo demasiado caros para comprarlos, por lo tanto las redes principales son muy difíciles de batir en cuanto a las tasas de visualización.

### Programación
En comparación con las grandes redes, las estaciones independientes tienen un público relativamente pequeño, pero tienen un horario más flexible debido a su naturaleza descentralizada.
Producciones cortas de anime en corta emisión (como un episodio) a menudo se transmiten por las estaciones independientes, un concepto que se ha referido como "anime UHF". También a veces se transmiten programas de compras, junto con la programación de actualidad e interés como infomerciales y tele-evangelismo. En el año 2000, All Japan Pro Wrestling se trasladó a la JAITS como uno de sus afiliados después de que terminó su funcionamiento en Nippon Television.